# Cabeça-encarnada
Manaquim-de-cabeça-vermelha, cabeça-encarnada ou dançarino-de-cabeça-vermelha (Ceratopipra rubrocapilla ou Pipra rubrocapilla) é uma ave passeriforme, florestal, da família Pipridae, de ampla distribuição ao Sul do Amazonas, e também na Mata Atlântica costeira do Rio Grande do Norte até o Rio de Janeiro. Possui cerca de 9 cm de comprimento, corpo negro e cabeça vermelha. Também é conhecido pelos nomes de atangará, dançador-de-cabeça-encarnada, maria-lenço, patuqueira, tangará, tangará-de-cabeça-encarnada, tangará-de-cabeça-vermelha e uirapuru.